# 团结湖站
团结湖站位于中华人民共和国北京市朝阳区三里屯街道、麦子店街道与团结湖街道交界东三环北路、农展馆南路、工人体育场北路交叉口，长虹桥下，是北京地铁3号线与10号线的地铁换乘站。

## 站名
本站的工程名为工体北路站，初次命名预案为长虹桥站，因临近团结湖街道办事处，正式站名改为团结湖站。本站距离团结湖公园较远，去往团结湖公园的乘客应在呼家楼站下车。

## 车站结构
10号线车站分上下两层（站厅层、站台层），为地下车站。采用分离式站台结构设计，站台南北两端设有换向通道，唯一一部无障碍直梯设置在外环车头附近；在3号线开通前，10号线站厅层付费区上下行分开，仅两端的非付费区相连，3号线开通后10号线东西两站厅在付费区内打通。
3号线车站为岛式车站，总长285.3米，宽23.3米，总建筑面积为21306.4平方米，3号线站厅与10号线站厅高差较小，仅设置坡道，因此视为平层。
|                     |  | █ 10号线外环（农业展览馆） |
| 分離式 · 開左邊车门 |  |                            |
| 站台层通道          |  |                            |
| 分離式 · 開左邊车门 |  |                            |
|                     |  | █ 10号线内环（呼家楼）     |

|                   |  | █ 3号线往东四十条（工人体育场） |
| 島式 · 開左邊车门 |  |                                 |
|                   |  | █ 3号线往东坝北（朝阳公园）     |

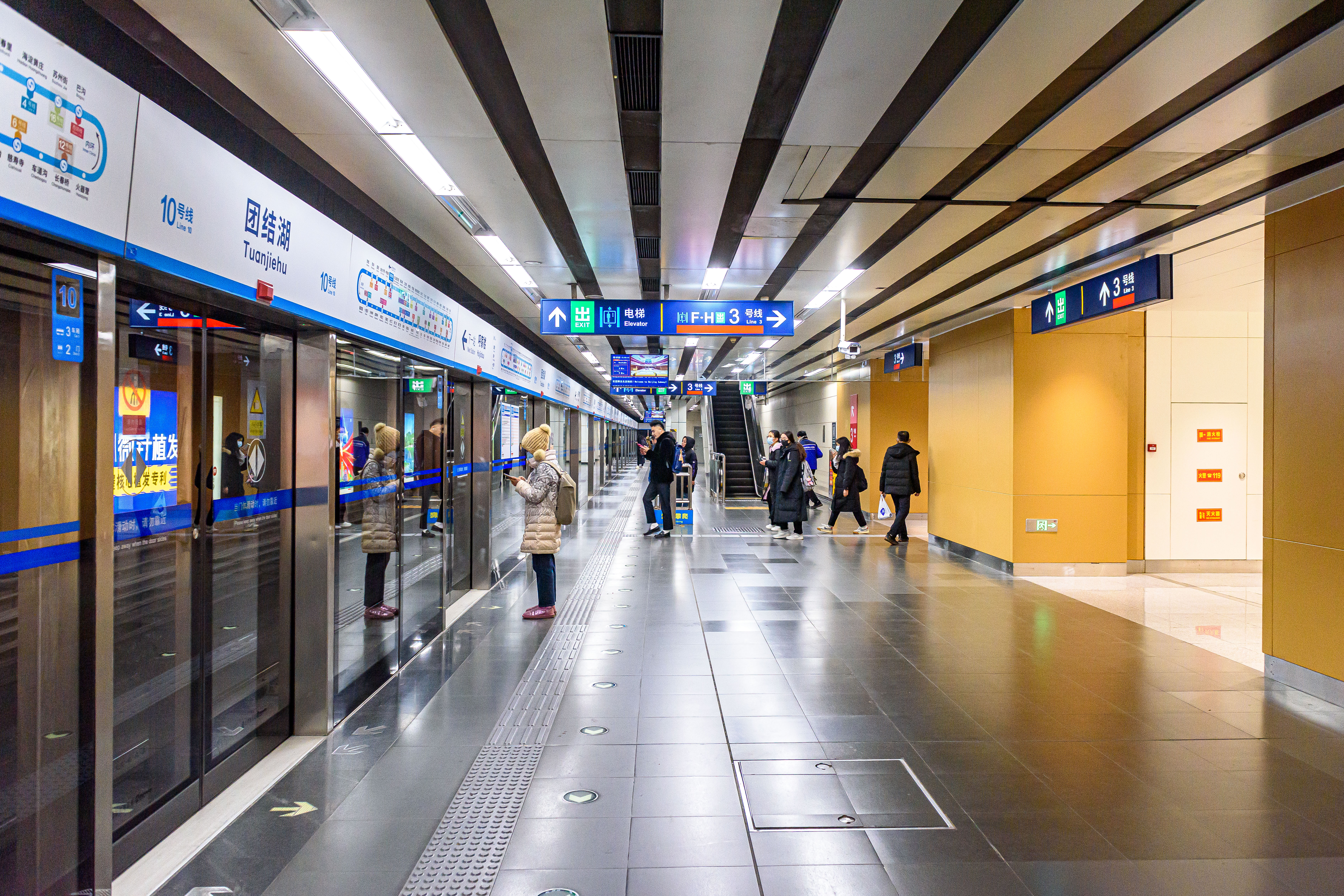
团结湖站10号线内环站台（2024年12月摄）
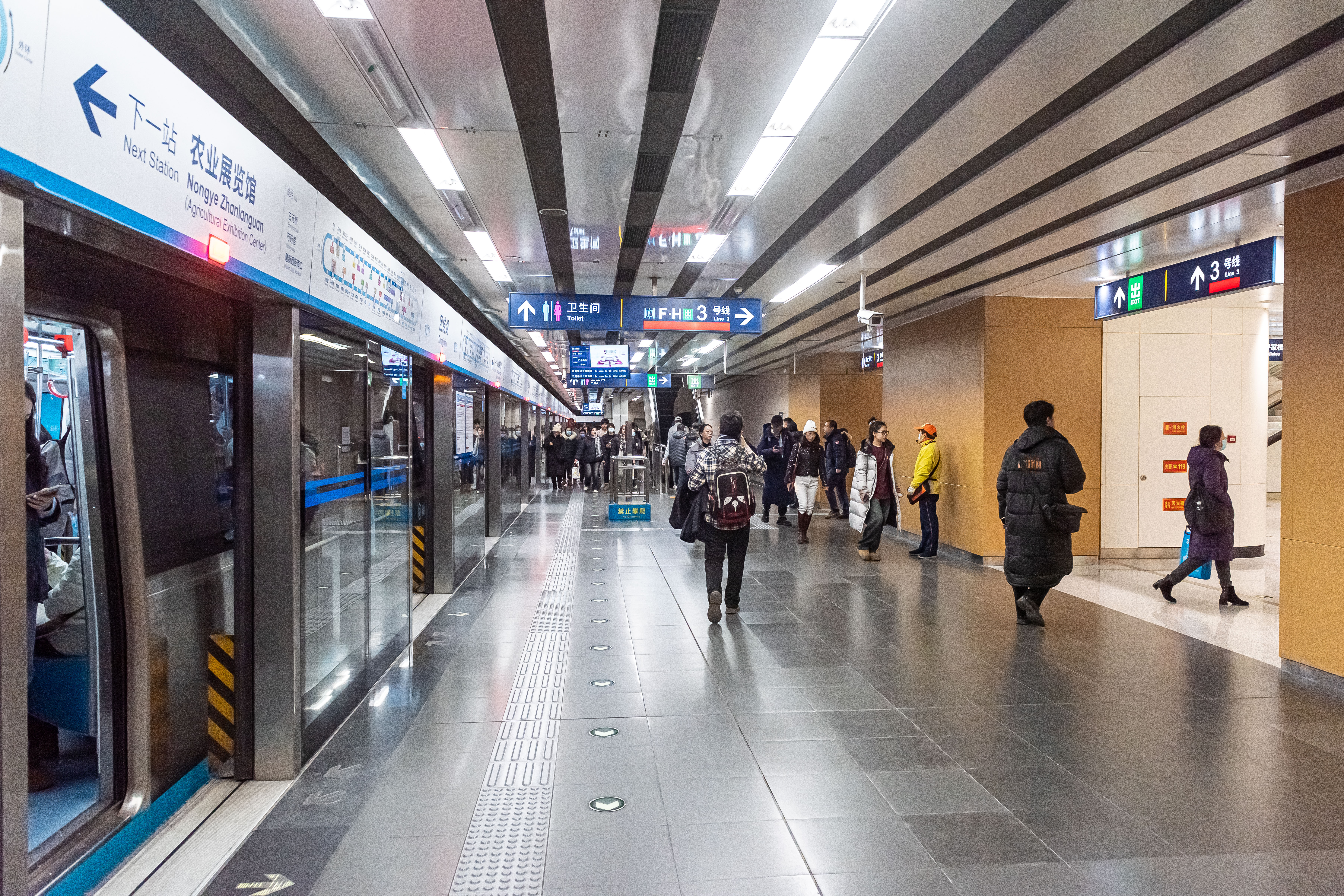
团结湖站10号线外环站台（2024年12月摄）
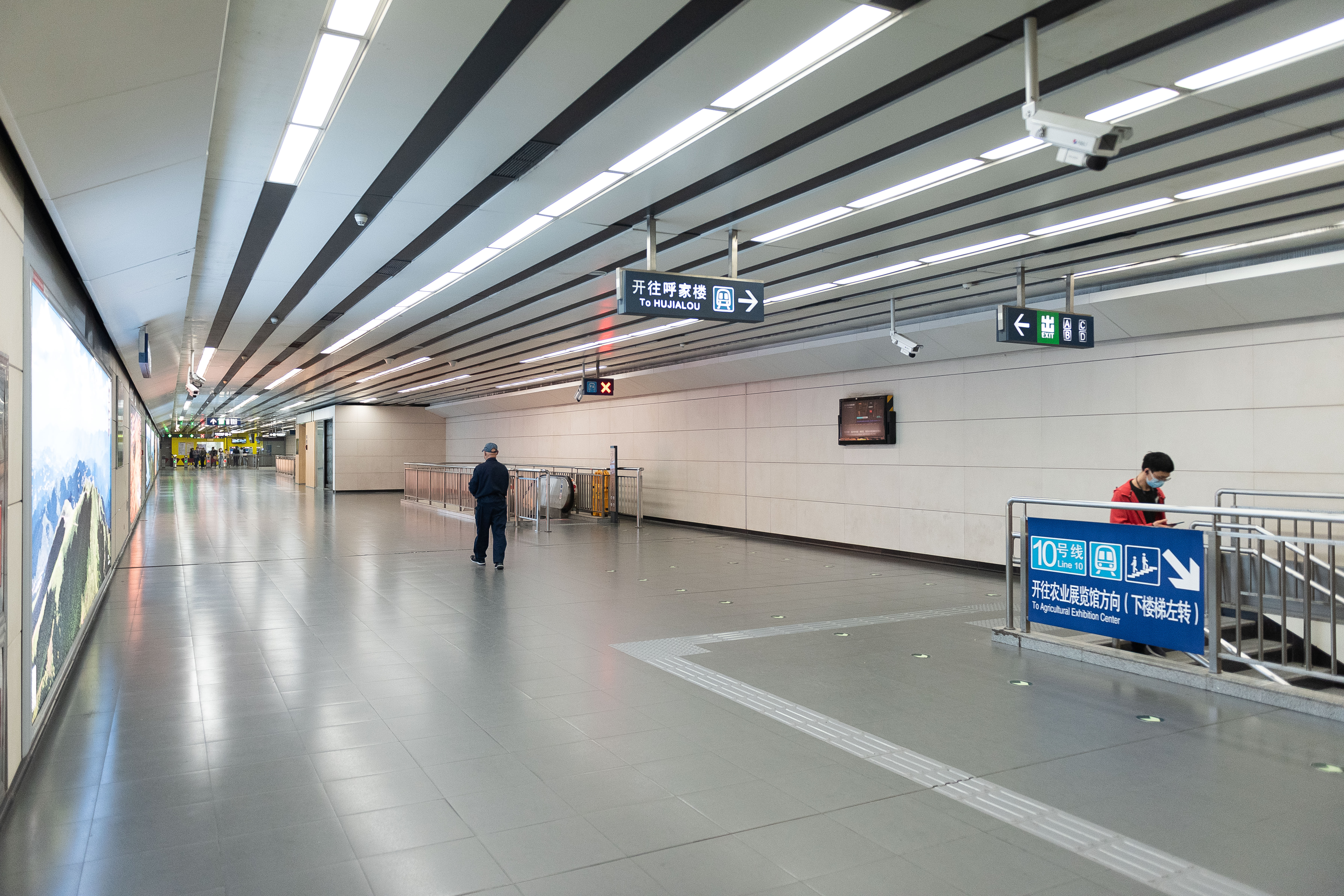
10号线团结湖站西站厅（2021年4月摄）（图示楼扶梯现均已拆除）
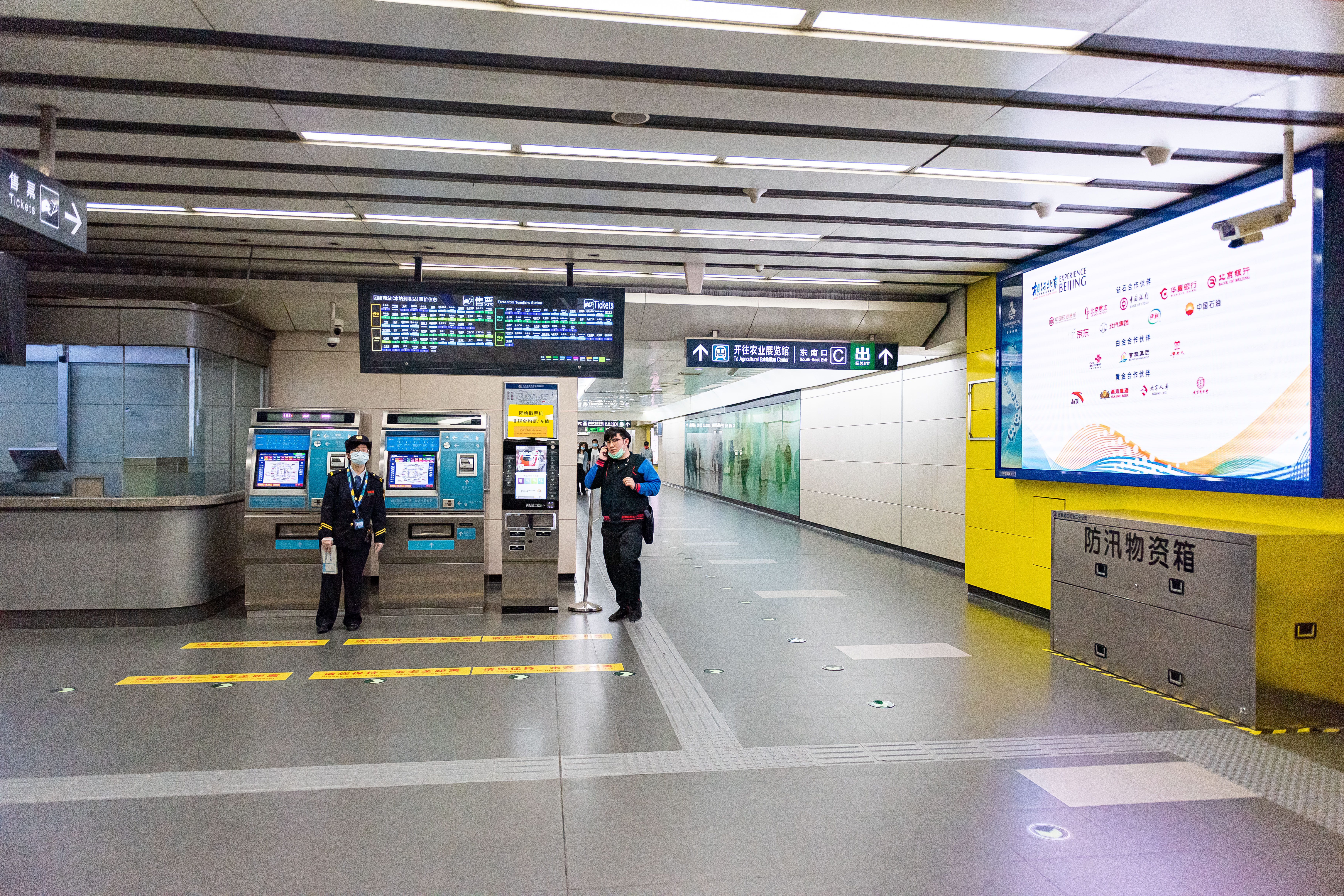
10号线站厅南部非付费区（2021年4月摄）

## 出入口
10号线车站在长虹桥四角均设有出入口，其中D口设有通往盈科中心地下一层的通道，该通道2019年启用，亦在现3号线H口南侧设有地面出入口。
3号线在工体北路南北两侧各设置一个出入口，这两个出口各设一座直梯。
|                       |                |                                                                                      |      |            |
|                       |                |                                                                                      |      |            |
| 编号                  | 指示           | 建议前往的目的地                                                                     | 照片 | 无障碍设施 |
| 连通 10号线站厅       |                |                                                                                      |      |            |
| 出口 · A              | 东三环北路     | 三里屯东一街                                                                         |      | 不適用     |
| 出口 · B · 升降机标志 | 东三环北路     | 中国作家出版集团大楼、克拉斯家具旗舰店、农展南里、通广大厦、中华人民共和国农业农村部 |      |            |
| 出口 · C              | 东三环北路     | 农展馆南路、团结湖北路、团结湖一二条                                                 |      | 不適用     |
| （6:30-22:20开放）    | 东三环北路     | 白家庄北里、白家庄北路、首北兆龙饭店                                                 |      | 不適用     |
| （6:30-22:20开放）    | 盈科中心       |                                                                                      |      | 不適用     |
| 连通 3号线站厅        |                |                                                                                      |      |            |
| 出口 · F · 升降机标志 | 工人体育场北路 | 三里屯外交公寓                                                                       |      |            |
| 出口 · H · 升降机标志 | 工人体育场北路 | 中纺里东路、盈科中心、凯富大厦                                                       |      |            |
| 註： 設有             |                |                                                                                      |      |            |

## 历史
本站10号线部分启用于2008年7月19日。

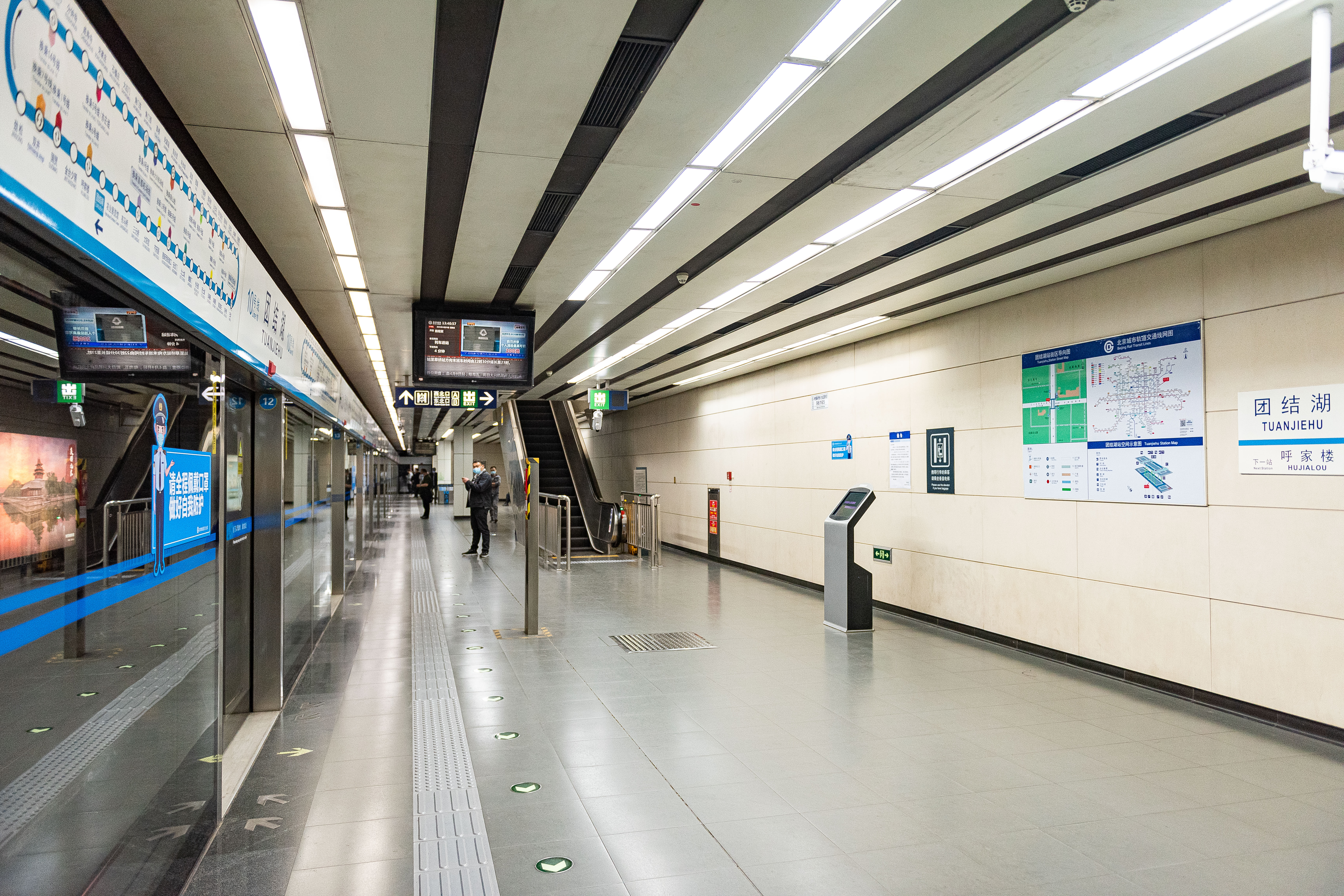
改造前的10号线内环站台；因3号线换乘工程，图片右侧的部分侧墙被破除

在3号线原定设计方案中，3号线与10号线的换乘通道仅连接至10号线内环（西侧）站台，但考虑到10号线客流压力，换乘通道的出入口最终被移至10号线两方向之间，为此需在长虹桥的桥墩之间建设换乘厅。由此，团结湖站10号线东站厅中部于2022年3月12日封闭至2024年12月14日。2024年11月末至12月初，10号线团结湖站东北、西南上行扶梯被拆除。
3号线部分于2024年12月15日随3号线一期开通运营。